# Bischoff Werke

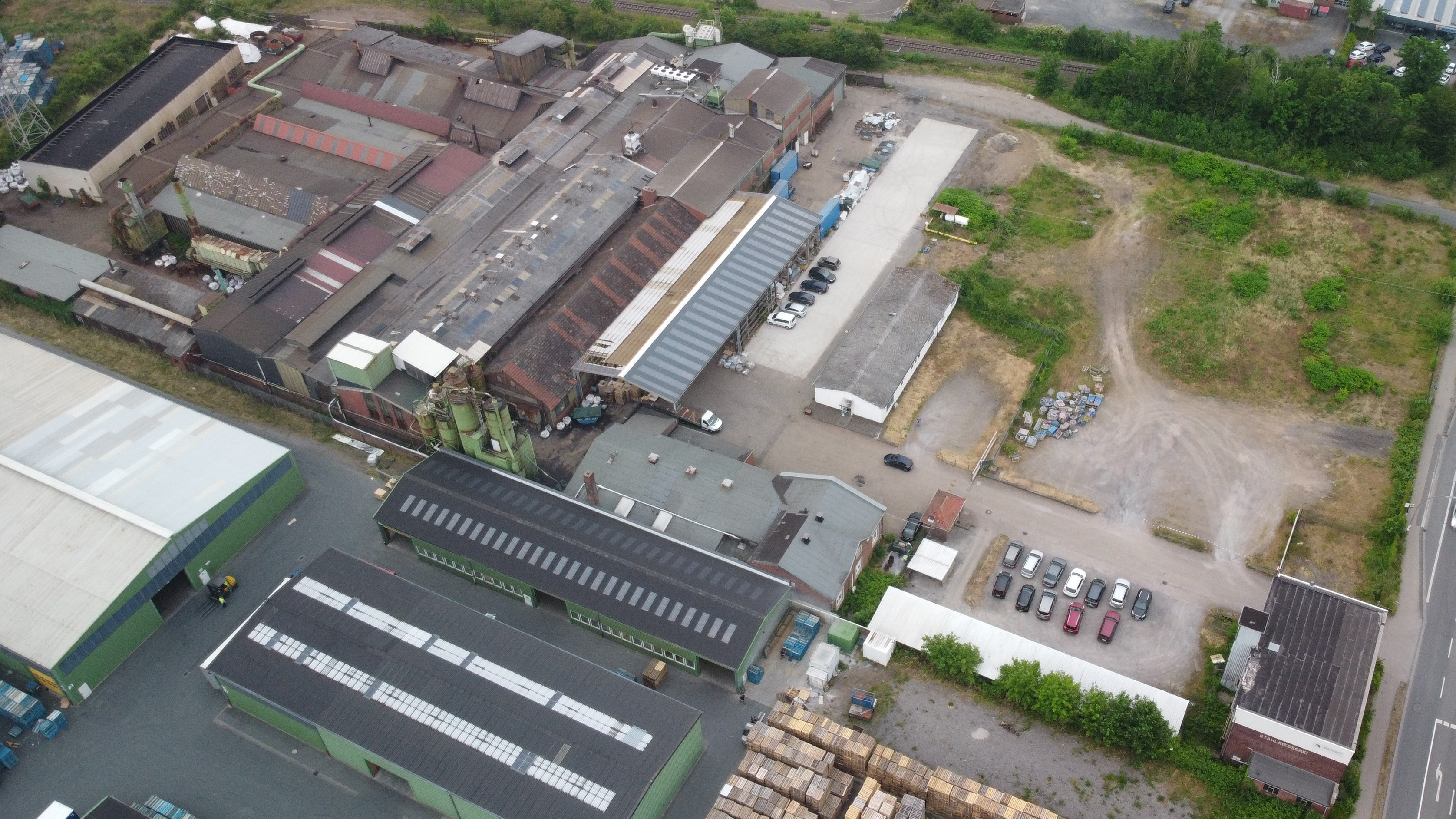
Luftaufnahme vom Werksgelände in Lüdinghausen (2020)

Die Bischoff Werke GmbH mit Sitz in Lüdinghausen sind ein deutsches Gießereiunternehmen für Stahl- und Edelstahl. Es gehört seit 2022 zur Unternehmensgruppe Hauffe aus Krefeld. Ursprünglich produzierte der 1899 gegründete Betrieb lange Zeit Bergbaugerätschaften und war nach dem Zweiten Weltkrieg auch mit landwirtschaftlichen Schleppern und Baumaschinen aus eigener Fertigung am Markt vertreten.

## Geschichte
Im Jahr 1899 gründete Theodor Pfingstmann im Gelsenkirchener Stadtteil Ückendorf eine Werkstatt für Eisenkonstruktionen. Der Betrieb zog 1905 nach Wanne-Crange um und es begann die Herstellung von Förderwagen. Drei Jahre später wurde der Unternehmenssitz nach Recklinghausen verlagert und die Herstellung auf Bergbaugerätschaften und Förderanlagen wie Schüttelrutschen konzentriert.
Nach dem Ersten Weltkrieg produzierte der Betrieb auch Weichen für Feld- sowie Grubenbahnen; eine eigene Großverzinkerei eröffnete 1921. Im Jahr 1924 wurde die Eisen- und Stahlgießerei Köhne & Ricke AG in Lüdinghausen übernommen (fortan Werk II) und 1926 der Firmenname in Pfingstmann-Werke AG geändert. Hauptaktionär war seinerzeit Ernst Bischoff. 1934 begann die Produktion von Feldbahnen und ein Jahr später nahm der Betrieb den Bau von Lkw-Anhängern auf. 1938 wurde der Namen in Bischoff-Werke KG geändert. Während des Zweiten Weltkrieges stoppte die Anhängerfertigung zugunsten von Spezialfahrzeugen. Dabei kamen auch Zwangsarbeiter zum Einsatz.
1951 wollte der Betrieb von der Mechanisierung der Landwirtschaft profitieren und suchte den Einstieg in die Schlepperfertigung. Um Kosten und Zeit zu sparen, kaufte Bischoff vom in Schwierigkeiten geratenen Maschinenbauer Ensinger aus Michelstadt im Odenwald für knapp 100.000 DM Konstruktionszeichnungen sowie Werkzeugmaschinen und baute darauf sein Schlepperprogramm auf. Da der Konkurrenzdruck groß war und ein flächendeckendes Vertriebsnetz fehlte, blieben die Verkaufszahlen jedoch gering. Nach etwa 500 hergestellten Exemplaren gab Bischoff 1954 die Schlepperproduktion wieder auf und schwenkte auf die Herstellung von Baumaschinen um. Auf Grundlage des Schleppers hatte der Konstrukteur Otto Krupat bereits 1953 einen universell einsetzbaren Bagger (die Eigenbezeichnung lautete „Hecklader“) entwickelt. Bischoff brachte diesen Bagger unter dem Namen Polytrac 1954 auf den Markt und erweiterte im Laufe der nachfolgenden Jahre das Baumaschinenprogramm um Schwenklader mit Rad- und Kettenlaufwerk und Grader. Zusätzlich zur Baumaschinensparte eröffnete Bischoff 1954 eine Stahlbauabteilung und setzte gleichzeitig die seit vielen Jahrzehnten praktizierte Herstellung von Bergbaugerätschaften fort.
Mitte der 1960er Jahre geriet der Betrieb in eine Krise und musste 1966 die Belegschaft von rund 700 auf etwa 350 Mitarbeiter reduzieren. Die Produktion von Baumaschinen wurde jedoch zunächst fortgeführt. 1970 löste Bischoff dann die Baumaschinensparte endgültig auf und strukturierte den gesamten Betrieb mit seinen drei Werken neu. 1974 erfolgte der Verkauf von Werk I (Rohr-, Stahl- und Behälterbau) an Eisenbau Krämer.
Missmanagement und Zahlungsschwierigkeiten führten Bischoff 2003 in die Insolvenz. In der Folge wurde die Maschinenbauabteilung in Recklinghausen (Werk III) geschlossen und die Belegschaft auf rund 100 Mitarbeiter reduziert. Bis 2007 konnte der Betrieb saniert und anschließend als Bischoff Stahl- und Edelstahlguss GmbH am Standort Lüdinghausen (ehemals Werk II) weitergeführt werden. 2015 geriet der Betrieb wieder in wirtschaftliche Schieflage und begab sich erneut in ein Insolvenzverfahren. Nach dem Verkauf an einen Investor lief der Betrieb weiter. Ende 2021 sah sich Bischoff aufgrund gestiegener Energiepreise abermals gezwungen in die Insolvenz zu gehen. 2022 übernahm schließlich die Krefelder Unternehmensgruppe Hauffe die Gießerei für Stahl sowie Edelstahl und integrierte sie als Bischoff Werke GmbH in die Gruppe. Am 16. November 2023 starb der Geschäftsführer Wolf Detlef Hauffe im Alter von 75 Jahren.

## Produkte
Der Betrieb stellte in der Zeit seines Bestehens verschiedene Produkte her. Anfangs beschränkte sich das Angebot auf Eisenkonstruktionen. Nach einigen Jahren spezialisierte sich der Betrieb auf die Produktion von Bergbaugerätschaften. Dazu gehörten alle Arten von Förderwagen sowie Schüttelrutschen, Wetterlutten und Feldbahnen mitsamt Weichen. Zudem wurden Fässer und Behälter aus Feinblech hergestellt. Ein weiterer Zweig war die Produktion von Lkw-Anhängern ab Mitte der 1930er Jahre.
Nach dem Zweiten Weltkrieg versuchte Bischoff wie viele andere Maschinenbauunternehmen auch in der Schlepperproduktion Fuß zu fassen und brachte 1951 zunächst den 15-PS-Dieselschlepper AS 15 auf den Markt. Rasch wurde das Produktionsprogramm um weitere Modelle bis zu einer Leistung von 45 PS erweitert. Aufgrund zu geringer Verkaufszahlen wurde dieser Produktionszweig 1954 jedoch wieder aufgegeben. Stattdessen begann die Herstellung des sogenannten Polytrac, eines Universalbaggers mit verschiedenen Anbaumöglichkeiten auf der Basis eines Schleppers. Das erste Modell war 1954 der HL 1000, der bereits nach einem Jahr durch den HL 1200 ersetzt wurde. 1958 kamen der HL 1500 und HL 2000 hinzu. Im gleichen Jahr startete auch die Produktion des Schwenkladers SL 2000. 1961 nahm Bischoff noch den SL 1200 und den Grader GL 33 in das Verkaufsprogramm auf. Ein Jahr später folgte der Allradschwenklader ASL 1500. Von dem Frontlader FL 46 wurde nur noch ein Prototyp hergestellt. Die Baumaschinensparte wurde zusammen mit der Herstellung von Lkw-Anhängern um 1970 eingestellt.
Neben dem Maschinenbau gehörte ab 1954 auch eine Stahlbauabteilung zum Betrieb, die Industrie-Anlagen zum Beispiel zur Kiesaufbereitung errichtete. Auch dieser Geschäftszweig wurde später wieder aufgegeben.
Am Ende blieb nur der Formguss von Stahl und Edelstahl erhalten. Es werden Formteile aus unlegierten, niedriglegierten und hochlegierten Werkstoffen mit einem Gewicht von bis zu vier Tonnen hergestellt.